# Różanecznik ostrolistny
Różanecznik ostrolistny (Rhododendron mucronatum) – gatunek krzewu, należący do rodziny wrzosowatych. Dokładne pochodzenie nieznane. Uprawiany w Japonii. Przypuszcza się, że jest to mieszaniec innych gatunków.

## Morfologia
PokrójNiski, krzew dorastający do wysokości 1 metra. Młode pędy owłosione.
LiścieSezonowe, odwrotnie jajowate, szpiczasto zakończone (stąd nazwa), owłosione.
KwiatyCzysto białe, pachnące, kwitnące w maju.

## Uprawa
WymaganiaW Polsce jest całkowicie mrozoodporny (strefy mrozoodporności 4–9), znosi bez szwanku najcięższe mrozy, pod warunkiem, że na jesieni został dobrze nawodniony Lubi miejsca półcieniste, o stałej wilgotności podłoża. Podłoże powinno być żyzne, próchniczne, o kwaśnym odczynie (pH 4–5). Takie podłoże  można otrzymać poprzez dodanie do dobrej ziemi ogrodniczej kwaśnego torfu, zmielonej kory lub przegniłego igliwia. Źle toleruje silne wiatry, (powodujące zwiększoną transpirację), dlatego powinien rosnąć na zasłoniętym stanowisku. Dobrze prezentuje się na tle iglaków.
Sposób uprawySadzi się go tylko wraz z bryłą korzeniową. W utrzymaniu wilgoci pomaga ściółkowanie podłoża. Łatwo można przesadzać nawet duże egzemplarze, gdyż mają zwartą, niedużą bryłę korzeniową. Należy systematycznie nawozić od maja do sierpnia, ale niedużymi dawkami nawozów, gdyż jest wrażliwy na zasolenie gleby, lub stosować nawozy o przedłużonym działaniu. Koniecznie należy stosować nawozy kwaśne (np. siarczan amonu), a najlepiej specjalne mieszanki nawozów do rododendronów. Nie należy wapnować. Aby rośliny obficie kwitnęły w następnym roku, po przekwitnięciu należy ściąć całe kwiatostany. Nie wymaga cięcia, należy jednak usuwać uschnięte liście i obumarłe pędy.